# Ң
Ң (minuskule ң) je písmeno cyrilice. Je používáno v baškirštině, v dunganštině, v chakaštině, v chantyjštině, v kalmyčtině, v kazaštině, v kyrgyzštině, v tatarštině, v tuvanštině. Jedná se o variantu písmena Н. Písmeno zachycuje stejnou hlásku jako písmeno Ҥ, písmeno Ӈ a spřežka Нг.